# 글라우베 페이토자
글라우베 페이토자(Glaube Feitosa, 1973년 4월 9일 ~ )는 브라질의 극진가라데 선수다.
브라질리언킥으로 유명하다

## 프로필
글라우베 페이토자(포르투갈어: Glaube Feitosa), 직업은 이종격투기 선수이다.

### K-1 타격 전적
- 35전 17승 17패 1무(10 KO)

| 경기일자         | 상대                | 결과   | 내용            | 대회                             |
| ---------------- | ------------------- | ------ | --------------- | -------------------------------- |
| 2009년 9월 26일  | 에롤 짐머맨         | 패     | 3R 판정         | K-1 월드 GP 2009 final 16        |
| 2009년 3월 28일  | 사와야시키 준이치   | 승     | 2R 48초 TKO     | K-1 월드 GP 2009 in yokohama     |
| 2008년 9월 27일  | 에롤 짐머맨         | 패     | 3R 판정         | K-1 월드 GP 2008 final 16        |
| 2008년 6월 29일  | 바다 하리           | 패     | 1R 2분 34초 KO  | K-1 월드 GP 2008 in fukuoka      |
| 2008년 4월 13일  | 알렉스 로버츠       | 승     | 2R 1분 58초 KO  | K-1 월드 GP 2008 in yokohama     |
| 2007년 12월 8일  | 세미 슐트           | 패     | 3R 판정         | K-1 월드 GP 2007 final           |
| 2007년 9월 29일  | 할리드 아랍         | 승     | 3R 판정         | K-1 월드 GP 2007 final 16        |
| 2007년 4월 28일  | 레미 본야스키       | 패     | 3R 판정         | K-1 월드 GP 2007 in Hawaii       |
| 2006년 12월 2일  | 피터 아츠           | 패     | 2R 1분 2초 TKO  | K-1 월드 GP 2006 final           |
| 2006년 12월 2일  | 루슬란 카라에프     | 승     | 1R 1분 11초 KO  | K-1 월드 GP 2006 final           |
| 2006년 9월 30일  | 폴 슬로윈스키       | 승     | 3R 판정         | K-1 월드 GP 2006 final 16        |
| 2006년 7월 30일  | 모리 아키오         | 승     | 3R 판정         | K-1 월드 GP 2006 in sapporo      |
| 2005년 11월 19일 | 세미 슐트           | 패     | 1R 48초 KO      | K-1 월드 GP 2005 final           |
| 2005년 11월 19일 | 모리 아키오         | 승     | 2R 1분 5초 KO   | K-1 월드 GP 2005 final           |
| 2005년 11월 19일 | 게리 굿리지         | 승     | 3R 판정         | K-1 월드 GP 2005 final           |
| 2005년 9월 23일  | 세미 슐트           | 패     | 3R 판정         | K-1 월드 GP 2005 final 16        |
| 2005년 4월 30일  | 게리 굿리지         | 승     | 1R 2분 40초 KO  | K-1 월드 GP 2005 in las vegas    |
| 2005년 4월 30일  | 카터 윌리엄스       | 승     | 2R 2분 56초 KO  | K-1 월드 GP 2005 in las vegas    |
| 2005년 4월 30일  | 듀위 쿠퍼           | 승     | 3R 판정         | K-1 월드 GP 2005 in las vegas    |
| 2005년 3월 19일  | 칙 콩고             | 승     | 3R 판정         | Sankyo Present 一擊              |
| 2004년 9월 25일  | 어네스트 후스트     | 패     | 3R 판정         | K-1 월드 GP 2004 final 16        |
| 2004년 7월 17일  | 토아                | 승     | 1R 1분 49초 KO  | K-1 월드 GP 2004 in seoul        |
| 2004년 5월 30일  | 알리스타 오브레임   | 승     | 1R 2분 13초 KO  | Sankyo Present 一擊              |
| 2003년 2월 22일  | 파벨 마이어         | 승     | 3R 2분 27초 TKO | Sankyo Present 一擊              |
| 2002년 10월 5일  | 피터 아츠           | 패     | 3R 판정         | K-1 월드 GP 2002 final 16        |
| 2002년 7월 14일  | 마틴 홀룸           | 패     | 1R 2분 20초 KO  | K-1 월드 GP 2002 in fukuoka      |
| 2002년 3월 3일   | 모리 아키오         | 무승부 | 5R 판정         | K-1 월드 GP 2002 in nagoya       |
| 2001년 10월 8일  | 마이클 맥도날드     | 패     | 3R 판정         | K-1 월드 GP 2001 in fukuoka      |
| 2001년 3월 17일  | 나카사코 츠요시     | 승     | 2R 57초 KO      | K-1 gladiators 2001              |
| 2000년 10월 9일  | 미르코 필로포비치   | 패     | 3R 판정         | K-1 월드 GP 2001 in fukuoka      |
| 2000년 8월 5일   | 토마스 쿠챠제우스키 | 패     | 1R 2분 3초 KO   | K-1 월드 GP 2000 북중미 지구예선 |
| 2000년 8월 5일   | 조지 랜들프         | 승     | 1R 1분 7초 KO   | K-1 월드 GP 2000 북중미 지구예선 |
| 2000년 4월 23일  | 앤디 훅             | 패     | 5R 판정         | K-1 The Millennium 2000          |
| 1998년 9월 27일  | 사타케 마사아키     | 패     | 5R 판정         | K-1 월드 GP 1998 final 16        |
| 1998년 7월 18일  | 마이크 베르나르도   | 패     | 1R 1분 42초 TKO | K-1 Dream' 98                    |

### 정보
키 193cm에 체중 100kg대로 대체로 좋은 체격이다. 주 베이스는 가라테이다. 그의 소속팀은 최배달이 창설한 극진회관에 소속해 있다. 최근 2008년도에는 알렉스 로버츠를 꺾으면서 재기를 했지만 그리고 6월 후쿠오카 대회에서 많은 팬들이 판정을 예상했던 바다 하리와의 대결에서 1R에 충격적인 패배를 맞게 된다. 2008년 9월 27일 서울에는 지난 유럽GP에 우승후보 비욘 브레기를 꺾고 결승에서 자빗 사메도프를 판정으로 꺾은 네덜란드 신예 파이터 에롤 짐머맨과 붙게 되었지만 패기에 밀려서 판정패하게 되고 가장 최근에 요코하마에서 똑같이 연패를 기록중인 사와야시키 준이치를 꺾게 된다.

## 타이틀
- K-1 미국 라스베가스 GP 2005 챔피언
- 1997 세계 가라테 챔피언십 우승
- 1997 극진 가라테 월드컵 파리 대회 MVP
- 1997 전 남미 가라테 도선 대회 우승
- 1997 아메리카컵스 대회 우승
- 1996 전 브라질 가라테 도선 대회 우승
- 2005 K1 월드 그랑프리 파이널 준우승